# Livezile (okręg Bistrița-Năsăud)
Livezile – wieś w Rumunii, w okręgu Bistrița-Năsăud, w gminie Livezile. W 2011 roku liczyła 2467 mieszkańców.